# Робітничо-селянська партія (Ліхтенштейн)
Робітничо-селянська партія (нім. Partei der Unselbständig Erwerbenden und Kleinbauern, Wahlliste der unselbständig Erwerbenden und Kleinbauern) — колишня політична партія Ліхтенштейну.
Партія була утворена Союзом профспілок Ліхтенштейну з метою захисту прав трудящих та представництва їхніх інтересів у Ландтазі. Брала участь у парламентських виборах у лютому 1953 року, проте отримала лише 198 голосів та не змогла подолати виборчий бар'єр. Партія не оскаржувала результатів виборів та більше ніколи не брала участі у виборчих кампаніях.